# Скариди
Скаридите (Caridea) са плуващи десетоноги ракообразни, квалифицирани в подразред Caridea. Различни видове скариди могат да се намерят широко по света в сладки и солени водни басейни. Те са популярен деликатес в кулинарството и за неговите нужди се развъждат в специални ферми. От диетологична гледна точка са богати на протеини, калций и цинк, но също така и на холестерол. Основната им храна е планктонът. Научно име: Caridea
Дължина: 1,2 – 30 cm
Продължителност на живота: 1 – 6 години
Брой на яйцата в люпилото: 50 000 – 1 000 000
По-висша класификация: Pleocyemata

## Надсемейства
- Alpheoidea
- Atyoidea
- Bresilioidea
- Campylonotoidea
- Crangonoidea
- Galatheacaridoidea
- Nematocarcinoidea
- Oplophoroidea
- Palaemonoidea
- Pandaloidea
- Pasiphaeoidea
- Procaridoidea
- Processoidea
- Psalidopodoidea
- Stylodactyloidea